# Marjolein (voornaam)
Marjolein of Marjolijn is een voornaam voor een meisje. 

## Herkomst
De naam komt van het Franse Marjolaine en is daarvandaan in de Benelux terechtgekomen. Marjolein verwijst naar het gelijknamige muntachtig smakende plantje. Oorspronkelijk is het een familienaam uit Savoye (tegenwoordig in Frankrijk).

## Bekende naamdraagsters
- Marjolein Acke - Belgische zangeres
- Marjolein Bastin - Nederlandse tekenares, illustratrice, beschermvrouwe van de Nederlandse Vogelbescherming
- Marjolein Faber - Nederlands politica
- Marjolein de Jong - Nederlands atlete
- Marjolein Keuning - Nederlandse zangeres, actrice en presentatrice
- Marjolijn Mandersloot - Nederlands beeldhouwer
- Marjolein Teepen, Nederlands zangeres, danseres en musicalactrice
- Marjolijn Touw - Nederlandse zangeres
- Marjoleine de Vos, Nederlandse dichteres

## Liedjes met de naam Marjolein/Marjolijn
- Marjolein van Bram Vermeulen
- Marjolijn (ook: Grimas voor de maan) van Cornelis Vreeswijk (ook uitgevoerd door Rob van de Meeberg)
- Marjolijn van Get Ready!
- Rozengeur en Marjolein van Herman van Veen
- Wiegelied voor Marjolein van Corry Brokken
- Marjolijne van Wim Sonneveld
- Marjolein van Claudia de Breij
- Marjolijn van Spring
- Marjolijne van Leidsch Studenten Cabaret gezongen door Paul van Vliet in 1962